# Brennus (segle III aC)
|  | No s'ha de confondre amb Brennus (segle IV aC). |

Brennus o Brennos (en llatí Brennus) va ser un capitost gal. Es va establir (o ja estava establert) amb els seus homes a Pannònia i després es va desplaçar cap a Grècia l'any 279 aC on Pirros del Regne de l'Epir era absent lluitant a Itàlia, i Ptolemeu Ceraune just acabava d'assolir el tron del regne de Macedònia. A Atenes governava Olimpiòdor i havia recuperat la seva independència i la Lliga Aquea s'havia renovat. Així doncs cap dels poders de Grècia li podia fer front adequadament.
Brennus va entrar a Grècia per Peònia. Grups de gals van envair Tràcia i Macedònia. Ptolemeu Ceraune va ser derrotat fàcilment i el país va semblar molt ric als gals, que també veien els tresors dels temples. Així que van seguir avançant cap al sud. Eren uns 150.000 homes i uns 60.000 cavalls.
Després de saquejar Macedònia van avançar per Tessàlia cap a les Termòpiles on 20.000 grecs es van disposar a frenar el seu avanç a la Batalla de les Termòpiles mentre una flota de trirrems atenencs se situava a la rodalia. Quan Brennus va arribar a l'Esperqueu (Espèrquios) es va trobar els ponts trencats i posicions reforçades dels grecs a l'altre costat. Es va esperar fins a la nit i va enviar llavors a un grup d'homes a travessar el riu. Aquest homes van sorprendre els grecs i van ocupar les seves posicions; després van arreglar els ponts i els gals van poder creuar i avançar cap a Heraclea i cap a les Termòpiles. L'endemà es va produir la lluita, però la falange grega va resistir molt bé els atacs sense ordre dels indisciplinats gals que finalment es van haver de retirar. Brennus va enviar llavors 40.000 homes a través de les muntanyes de Tessàlia cap a Etòlia, territori que van assolar. Al mateix temps alguns herecleotes van entregar el pas de les Termòpiles, i els gals van poder passar. Els grecs es va poder escapar cap a la flota que tenien a la costa.
Brennus, sense esperar a l'exèrcit enviat a Etòlia, va iniciar els saquejos en direcció a Delfos. Els habitants de la ciutat havien disposat 4.000 homes a les roques abans d'arribar, i la seva posició era forta i dominant i van començar a tirar pedres des de dalt, controlant als gals que es van haver de retirar. Brennus va resultar ferit i finalment els gals van fugir, perseguits pels grecs i en van fer una matança.
Brennus va sobreviure a les seves ferides, però assabentat de la derrota es va suïcidar.